# Wang Xianbo
Wang Xianbo (en chino: 王顯波; 28 de agosto de 1976) es una deportista china que compitió en judo.
Participó en los Juegos Olímpicos de Atlanta 1996, obteniendo una medalla de bronce en la categoría de –66 kg. En los Juegos Asiáticos de 1998 consiguió una medalla de oro.
Ganó dos medallas en el Campeonato Asiático de Judo en los años 1995 y 1996.

## Palmarés internacional
| Juegos Olímpicos    | Juegos Olímpicos             | Juegos Olímpicos  | Juegos Olímpicos |
| Año                 | Lugar                        | Medalla           | Categoría        |
| ------------------- | ---------------------------- | ----------------- | ---------------- |
| 1996                | Atlanta (Estados Unidos)     | Medalla de bronce | –66 kg           |
| Juegos Asiáticos    |                              |                   |                  |
| Año                 | Lugar                        | Medalla           | Categoría        |
| 1998                | Bangkok (Tailandia)          | Medalla de oro    | –63 kg           |
| Campeonato Asiático |                              |                   |                  |
| Año                 | Lugar                        | Medalla           | Categoría        |
| 1995                | Nueva Delhi (India)          | Medalla de bronce | –66 kg           |
| 1996                | Ciudad Ho Chi Minh (Vietnam) | Medalla de oro    | –66 kg           |